# Randse Afrikaanse Universiteit
De Randse Afrikaanse Universiteit (RAU) is een prominente Afrikaanstalige universiteit in Johannesburg, Zuid-Afrika, die opende in 1968 en tot 2004 bestond. Aan de universiteit werden in 2004 de campussen Daveyton en Soweto van de Vista-universiteit toegevoegd en vervolgens fuseerde ze op 1 januari 2005 samen met de Technikon Witwatersrand tot de Universiteit van Johannesburg.
De Randse Afrikaanse Universiteit was een van de vijf oorspronkelijke Afrikaans/Nederlandstalige universiteiten (HANU's) in Zuid-Afrika.

## Geschiedenis
Op 5 november 1963 keurden 468 gedelegeerden op een conferentie anoniem een motie goed om een universiteit in de Afrikaanse taal op te richten. De wet daartoe werd op 4 augustus 1965 door het parlement goedgekeurd om een dergelijke universiteit in Johannesburg te stichten, wat uiteindelijk in 1967 plaatsvond met net iets meer dan 700 studenten. De officiële opening vond plaats op 28 februari 1968.
De eerste campus bevond zich in een brouwerij in de stadswijk Braamfontein. Het eerste titulair hoofd van de universiteit was Nicolaas Diederichs, toenmalig minister van financiën en later staatspresident van Zuid-Afrika. De eerste rector was Gerrit Viljoen.
In de loop van de tijd werd op de universiteit naast het Afrikaans ook onderricht gegeven in het Engels. De universiteit kende uiteindelijk faculteiten voor handel en economie, rechtsgeleerdheid, wetenschappen, techniek, kunst en geneeskunde.

## Verbonden

### Als (hoog)leraar of bestuurder
- Nicolaas Diederichs (1903-1978), politicus
- Gerrit Viljoen (1926-2009), politicus
- Ben-Erik van Wyk (1956), botanicus

### Als student
- Carl Niehaus (1959), politicus en ambassadeur
- Mark Deuze (1969), communicatiewetenschapper

### Eredoctoraat
- Thabo Mbeki (1942), president van Zuid-Afrika